# Urbanodendron macrophyllum
Urbanodendron macrophyllum är en lagerväxtart som beskrevs av J.G. Rohwer. Urbanodendron macrophyllum ingår i släktet Urbanodendron och familjen lagerväxter. Inga underarter finns listade i Catalogue of Life.